# Княжество Пьомбино

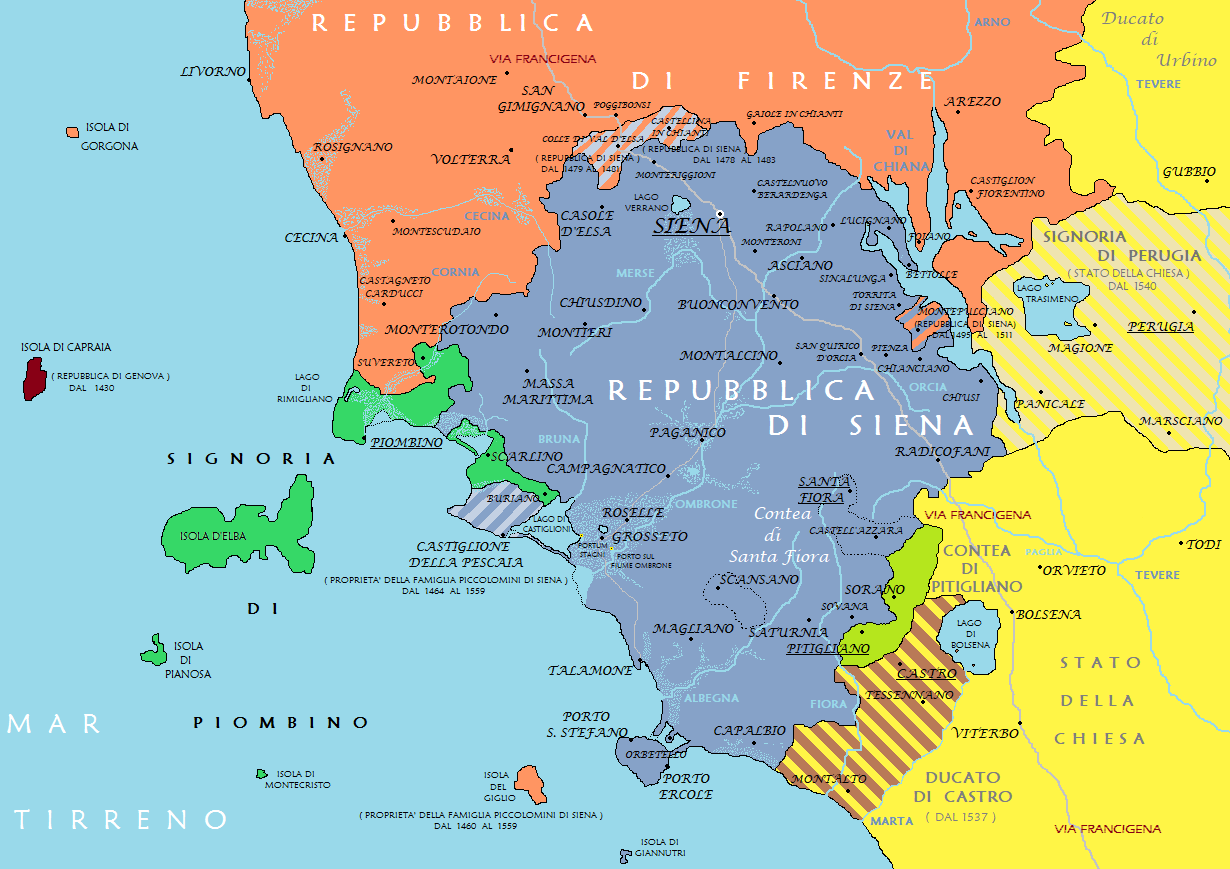
Княжество Пьомбино в XV-XVI вв.

Княжество Пьомбино (итал. Principato di Piombino) — итальянское государство с центром в Пьомбино, существовавшее на протяжении 400 лет, с 1399 по 1815 годы. Синьория Пьомбино получила статус княжества в 1594 году.
Герардо Леонардо Аппиано 19 февраля 1399 года за 200 тысяч флоринов продал Пизу, которой его семья владела с 1392 года, миланскому герцогу Джан Галеаццо Висконти. При этом он зарезервировал за собой и своими потомками в качестве независимого владения Пьомбино, а также провозгласил себя сеньором Популонии, Суверето, Скарлино, Буриано, Бадиа-аль-Фанго и островов Пианоза, Монтекристо и Эльба.
В 1405 году Герардо скончался в своей резиденции в Пьомбино. Так как его сыну Якопо II Аппиано было в это время всего 5 лет, то регентом стала вдова Герардо — Паола Колонна. При ней маленькое государство сначала искало покровительства Флорентийской республики, затем — Сиенской, и в итоге — снова Флорентийской.
После смерти Паолы Колонна в 1445 году реальная власть перешла не к законному наследнику Эмануэле Аппиано, а к его племяннице Катерине Аппиано (дочери Паолы Колонна), пользовавшейся поддержкой мужа — кондотьера Ринальдо Орсини. Эмануэле заручился помощью неаполитанского короля Альфонсо Великодушного и в 1448 году при поддержке Сиены и Флоренции осадил Пьомбино, однако Орсини успешно выдержал четырёхмесячную осаду. Ринальдо Орсини правил синьорией Пьомбино до своей смерти от чумы в 1450 году.
После смерти Катерины в 1451 году городские старейшины провозгласили синьором Эмануэле Аппиано. Он и его потомки придерживались линии прочного союза с Неаполем. 
При Якопо III Аппиано архитектор и скульптор Андреа Гварди в период 1465—1470 годов построил большое количество зданий, изменивших облик города.
Якопо III в 1501 году наследовал его сын Якопо IV Аппиано, но вскоре Пьомбино было отобрано у него Чезаре Борджиа. В 1502 году город Пьомбино посетил отец Чезаре — папа Александр VI. После смерти Александра VI Чезаре Борджиа потерял власть и Якопо IV вернулся в город. По совету флорентийцев в Пьомбино в качестве стратегического консультанта был приглашён Никколо Макиавелли, а для улучшения защитных сооружений — Леонардо да Винчи (правда, большинство его проектов так и не были реализованы). В 1509 году император Максимилиан I возвёл Якопо IV в достоинство имперского князя.
В 1548 году император Карл V, неприятно поражённый тем, что Якопо VI Аппиано не смог организовать оборону острова Эльба, разграбленного турецким флотом, отнял у него Пьомбино и передал княжество Козимо I, в результате чего с 1549 по 1557 годы Пьомбино входило в состав Флорентийского герцогства. В 1553 и 1555 годах город Пьомбино подвергся нападениям франко-османского флота под командованием Тургут-реиса. Когда Флорентийское герцогство было преобразовано в Великое герцогство Тосканское, то Козимо I восстановил княжество Пьомбино в обмен на присоединение Сиены.
Якопо VI, не полагаясь на лояльность жителей, предпочёл стать адмиралом флота, оставив город на своего внебрачного сына Алессандро Аппиано. Алессандро восстановил против себя основные фамилии города, и в 1589 году был убит в результате заговора.
Якопо VII Аппиано правил, постоянно опасаясь аннексии княжества испанцами. После его смерти княжество было передано его сестре Изабелле Аппиано, которая вышла замуж за испанского дворянина. В 1628 году жители города, подстрекаемые Медичи, восстали против правления этой пары.
После нескольких лет правления испанскими губернаторами, княжество было в 1634 году передано Никколо I Людовизи — зятю (мужу дочери) Изабеллы Аппиано, попав тем самым под управление семьи Людовизи. Никколо и его преемники проводили происпанскую политику, по причине чего с 1646 по 1650 годы по приказу Мазарини город был оккупирован французами.
В годы европейских войн княжество постоянно подвергалось оккупации французскими, имперскими или испанскими войсками.
В конце XVII века род Людовизи угас. Наследница прав на Пьомбино вышла замуж за главу рода Бонкомпаньи, владевшего герцогством Сора. Их потомки носили двойную фамилию Бонкомпаньи-Людовизи. В 1735 году княжество Пьомбино перестало считаться имперским доменом и перешло в состав владений неаполитанской короны.
С 1796 года, с началом революционных и наполеоновских войн, в княжество вторгались французы (на короткое время установившие республику), англичане и неаполитанцы. После битвы при Маренго княжество было аннексировано Францией. В 1805 году Наполеон создал для своей сестры Элизы на территории бывших республики Лукка и княжества Пьомбино новое княжество Лукка и Пьомбино.